# Pseudopoda kullmanni
Pseudopoda kullmanni là một loài nhện trong họ Sparassidae.
Loài này thuộc chi Pseudopoda. Pseudopoda kullmanni được Peter Jäger miêu tả năm 2001.